# Les Clouzeaux
Les Clouzeaux là một xã ở tỉnh Vendée trong vùng Pays de la Loire, Pháp. Xã này có diện tích 26,49 km², dân số năm 2006 là 2401 người. Xã này nằm ở khu vực có độ cao trung bình 68 mét trên mực nước biển.

## Biến động dân số
| Năm    | 1962 | 1968  | 1975  | 1982  | 1990  | 1999  | 2006  |
| ------ | ---- | ----- | ----- | ----- | ----- | ----- | ----- |
| Dân số | 988  | 1 038 | 1 630 | 1 848 | 1 960 | 2 107 | 2 401 |